# Farinheira

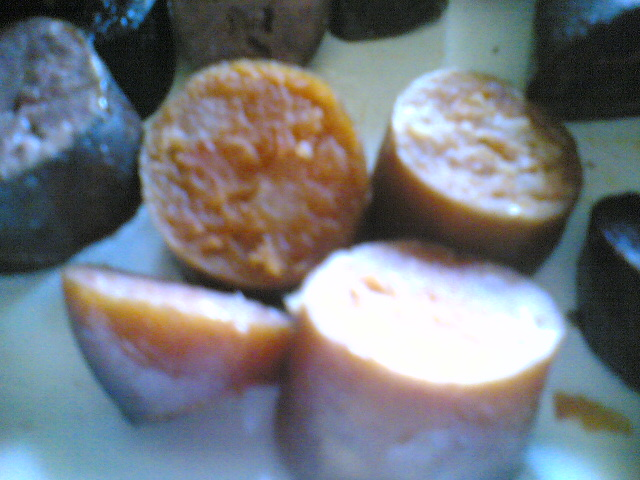
rodajas de Farinheira.

La farinheira es un embutido típico de la cocina portuguesa que se emplea como acompañamiento de algunos platos tradicionales como el cozido à portuguesa o la feijoada. La farinheira se elabora con harina (como su nombre indica, «enharinada») con masa de pimientos, colorante (generalmente cualquiera que le proporcione un color rojo), vinho y, en la actualidad, también tocino de cerdo. Se cura mediante humo en locales cerrados durante algunos meses y posee un sabor fuertemente ahumado. Se suele preparar cocida y generalmente acompaña a otros platos.

## Origen
De alguna forma algunos autores culinarios comentan que la ausencia de carne de cerdo hace pensar en su origen judío, esta opinión está disputada ya que existen recetas antiguas que mencionan la elaboración del embutido con migas de pan y los huesos cocidos de la cara del cerdo (suelen ser gelatinosos), todo ello mezclado con pimentón, en estas recetas claramente se ve que es un subproducto de la matanza.

## Platos de acompañamiento
Algunos de los platos a los que acompaña le proporciona además del sabor ahumado característico además el nombre, como el caso del Revuelto de Farinheira da Guarda.